# Onthophagus foulliouxi
Onthophagus foulliouxi är en skalbaggsart som beskrevs av Yves Cambefort 1971. Onthophagus foulliouxi ingår i släktet Onthophagus och familjen bladhorningar. Inga underarter finns listade i Catalogue of Life.